# Юханссон, Андреас (футболист, 1982)
Андреас Юханссон (швед. Andreas Johansson, родился 10 марта 1982 в Йетинге, Хальмстад, Швеция) — шведский футболист, полузащитник клуба «Норрчёпинг». Известен также как «Анте Гэ».

## Карьера

### Клубная
Воспитанник клубов «Йетинге» (из одноимённого района Стокгольма) и «Хальмстад». Карьеру начал в 2002 году, выступая за «Хальмстад». В 2004 году в составе клуба стал серебряным призёром первенства Швеции. В 2009 году прибыл на просмотр в «Бохум», с которым подписал контракт 22 июня.

### В сборной
Отыграл 12 игр в молодёжной сборной, в основной дебютировал 29 января 2009 в матче против Мексики.

## Прозвище
Когда Андреас прибыл в расположение «Хальмстада», своего будущего клуба, на просмотре уже был его полный тёзка, уроженец Валлоса. Чтобы не перепутать игроков, каждый получил своё прозвище. Андреас из Йетинге получил прозвище «Анте Гэ» (швед. Ante G), а его тёзка из Валлоса — «Анте Вэ» (швед. Ante V).

## Достижения
«Норрчёпинг»
- Чемпионат Швеции по футболу — 2015